# Yuki Urushibara
Yuki Urushibara (Prefectura de Yamaguchi, 23 de enero de 1974; en japonés 漆原 友紀 ) es una mangaka japonesa. También conocida con el pseudónimo Soyogo Shima (志摩 冬青), ha obtenido éxito y reconocimiento internacionales por su serie de manga Mushishi (1999-2008). 
Perteneciente a la generación de mujeres nacidas en los años 1970 que se abrieron camino en el manga, como Hiromu Arakawa, Asumiko Nakamura o Aya Kanno, Urushibara comenzó en la década de los 90 su actividad dentro del género seinen, al que aportó un tono de reflexión filosófica y una constante preocupación ecologista, así como una mezcla de elementos cotidianos y fantásticos que ha sido descrita por los críticos occidentales con términos como “fantasía costumbrista ” o “realismo mágico”. Su serie Mushishi, escrita e ilustrada por ella, le hizo valedora del premio a la excelencia en el Japan Media Arts Festival (2003) y el Premio de Manga Kōdansha (2006), contó con un elevado nivel de ventas en Japón y un considerable prestigio como obra de culto a nivel internacional. Fue adaptada al anime en 2005, y en 2006 al cine de imagen real bajo la dirección de Katsuhiro Otomo. Las ediciones de Filamentos (2004), que recoge sus historietas breves, Suiiki (2009-2010) y Cuando los gatos miran al oeste (2018-2020) incrementaron su reputación como una de las historietistas dotadas de un universo más personal.

## Trayectoria

### Infancia y primeros trabajos (1974-1998)
Yuki Urushibara nació el 23 de enero de 1974 en la Prefectura de Yamaguchi, un entorno cercano al mar interior de Seto cuyo paisaje tuvo gran influjo en su obra, así como la lectura del mangaka Daisuke Igarashi. Sus primeras ilustraciones fueron parodias de otros autores, que dibujó cuando estaba matriculada en la escuela media.
Sus inicios como dibujante profesional estuvieron vinculados al género shōjo, en la revista Gekkan Fanroad, con mangas e ilustraciones firmados con su nombre real o con el alias Soyogo Shima (志摩冬青). A partir de 1992 se distanció del cómic orientado a chicas adolescentes, con historietas cortas que se aproximaban a un slice of life de temática más abierta. Fueron recogidas en 1997 en el volumen Bioluminiscencia (バイオ ルミネッセンス).
Estas primeras obras de la autora han sido compiladas en el tomo recopilatorio Filamentos (フィラメント), publicado en Japón en 2004 y en España en 2016, en la editorial Milky Way. Este volumen incluye dos relatos, «Música celeste» y «Un festejo en el tejado», que prefiguran las tramas y la ambientación de la que será considerada la obra maestra de Urushibara: Mushishi (蟲師).

### Consagración internacional: Mushishi (1999-2008)
Escrito e ilustrado por Urushibara, el 25 de enero de 1999 Mushishi debutó como one-shot en Monthly Afternoon. Fue serializado posteriormente en la revista de género seinen de Kōdansha, Afternoon Season Zōkan, de 1999 a 2002, y pasó a Gekkan Afternoon en este último año, publicándose desde el 25 de diciembre de 2002 hasta el 25 de agosto de 2008. Kōdansha compiló los capítulos en diez volúmenes tankōbon y los publicó bajo la línea Afternoon KC, del 22 de noviembre de 2001 al 21 de noviembre de 2008. Entre 2013 y 2014, se reeditó la serie en la línea KC Deluxe. Tuvo traducciones al español, al inglés, al francés y al coreano. En España fue publicado por Norma Editorial y en Hispanoamérica por Panini.
Ambientada en un tiempo imaginario entre los períodos Edo y Meiji, en el que hay algunos elementos anacrónicos como ciertos aparatos tecnológicos y la vestimenta del protagonista, Mushishi se compone de episodios autoconclusivos donde Ginko, un investigador errante, trata de ayudar a personas cuyas vidas se han visto afectadas por unas criaturas etéreas llamadas Mushi (蟲). La serie da a entender que son formas de vida más primitivas que las plantas, hongos y bacterias, y su relación con los humanos parece ser de naturaleza parasítica. La mayoría de las personas son incapaces de notar la presencia de los Mushi y son ajenas a su existencia, pero algunas poseen la capacidad de verlos e interactuar con ellos.
Mushishi fue un éxito de crítica y público, con más de 3.8 millones de copias vendidas de sus diez volúmenes. En 2003 recibió el Premio a la Excelencia en Manga en el VII Festival de Arte de Japón, y en 2006 el Kodansha Manga Award. La versión anime, dirigida por Hiroshi Nagahama para el estudio Artland (2005-2006), recibió también varios galardones y popularizó la obra de Yuki Urushibara a nivel internacional. En 2006 Katsuhiro Ōtomo la adaptó al cine de imagen real.

### Nuevas exploraciones del realismo mágico (2009-2022)
En noviembre de 2009, Yuki Urushibara comenzó a publicar en la revista de Kōdansha Gekkan Afternoon su siguiente trabajo, Suiiki (水域, literalmente, "Aguas”), que concluyó a finales de 2010 y fue editado en formato tankōbon al año siguiente. La traducción al castellano estuvo a cargo de Milky Way Ediciones y se publicó en 2014.
Suiiki aborda el conflicto entre los valores tradicionales de Japón y la modernización del país a través de la mirada de una adolescente, que comienza a tener sueños recurrentes acerca de un pequeño pueblo costero cuya existencia se ve amenazada por los intereses económicos de una empresa constructora. Por su temática ha sido comparado con la obra de Seiichi Hayashi y con el manga Regreso al mar de Satoshi Kon. Al igual que en este cómic y en Mushishi, lo fantástico y lo costumbrista se entrelazan en una misma dimensión.
Después de realizar para Gekkan Afternoon el número especial de dos capítulos Mushishi Special: Sun-Eating Shade (2013), la autora trabajó en su siguiente seinen, que fue publicado en la misma revista desde abril de 2018 hasta diciembre de 2020: Cuando los gatos miran al oeste (猫が西向きゃ). Kōdansha recopiló sus capítulos en tres volúmenes entre 2019 y 2021. El primero de estos tomos ha sido editado en español por Milky Way en 2022.
Esta serie, la más extensa de Urushibara desde Mushishi, comparte con esta varios paralelismos argumentales y formales (la figura de un investigador de fenómenos paranormales, el carácter disruptivo de estos, la estructuración en episodios autoconclusivos), si bien la principal novedad en el trabajo de la mangaka es su ambientación urbana, inédita hasta el momento en sus obras mayores, y un tono más cómico y desenfadado. Cuando los gatos miran al oeste gira en torno al concepto de flow, una fluctuación en el espacio-tiempo que provoca sucesos extraños e impredecibles, y que los protagonistas deben rastrear y solucionar.

## Estilo y temática
Los primeros trabajos de Urushibara (compilados en la antología Filamentos) se caracterizan, a nivel gráfico, por un trazo difuso que en ocasiones roza el experimentalismo, con un empleo inusual de los espacios en blanco o difuminados. El dibujo de sus obras de madurez, en especial el de Mushishi, ha sido descrito en las publicaciones especializadas con términos como «extraordinario» y «cautivador», destacando su atención detallada a los espacios de la naturaleza, la veracidad con que reproduce tanto seres reales (líquenes, insectos, plantas) como imaginarios (los mushis, cuyo diseño despliega una variedad exuberante), y el tono melancólico y nostálgico de sus retratos de personajes, realizado con trazos sencillos en contraste con la complejidad de los fondos.
La dibujante y crítica de manga Deb Aoki, quien situó Mushishi como una de las diez mejores series publicadas en Estados Unidos en 2007, elogió el talento narrativo de Urushibara («una historia original, inteligentemente escrita, narrada con imágenes sencillas pero hipnóticas») y lo inclasificable de su propuesta. Jason Thompson, por su parte, destacó también la originalidad de su visión: «la precisión de una bióloga mezclada con siniestros cuentos de hadas, una atmósfera surrealista y ensoñadora que recuerda a los mangas underground de Yuko Tsuno».
En cuanto al contenido, los relatos de Yuki Urushibara se caracterizan por una raigambre filosófica que conecta con los principios del budismo, el taoísmo y el sintoísmo. La aceptación del dolor, la transformación y la transitoriedad como aspectos inevitables de la vida, la insignificancia del ser humano -y de sus conceptos morales- dentro de la vastedad de la naturaleza y la necesidad de proteger el equilibrio de los ecosistemas, son algunos de sus temas axiales. El agua, como elemento simbólico de transición entre el mundo físico y el espiritual, recorre toda su obra.
Aunque en numerosas ocasiones se han relacionado los seres sobrenaturales de Mushishi con los kamis del sintoísmo, algunos estudios de carácter académico matizan o rechazan esta óptica para asociarlos a una visión animista más amplia y ecléctica, vinculada a las criaturas imaginarias del folclore japonés e internacional. En esta línea, Yoshiko Okuyama ha analizado la presencia de motivos comunes a los cuentos de hadas de muchas culturas, como el “elixir de la vida”, los relatos de castigo y recompensa, las figuras del “sanador herido” o de los cambiaformas, presentes también en las leyendas niponas que inspiran el universo personal de las obras de Urushibara.

## Obras
- Bioluminiscencia (バイオ ルミネッセンス, 1997).
- Filamentos (フィラメント, 2004; publicado en español por Milky Way Ediciones).
- Mushishi (蟲師, 1999-2008, 10 volúmenes; publicado en español por Norma Ediciones y Panini).
- Suiiki (水域, 2009-2010, 2 volúmenes; publicado en español por Milky Way Ediciones).
- Cuando los gatos miran al oeste (猫が西向きゃ, 2019-2021. 3 volúmenes; publicado el primero en español por Milky Way Ediciones).